# Philippe Hiquily
Philippe Hiquily, né le 27 mars 1925 dans le 18e arrondissement de Paris, mort le 27 mars 2013 à Villejuif, est un sculpteur et designer français.

## Biographie

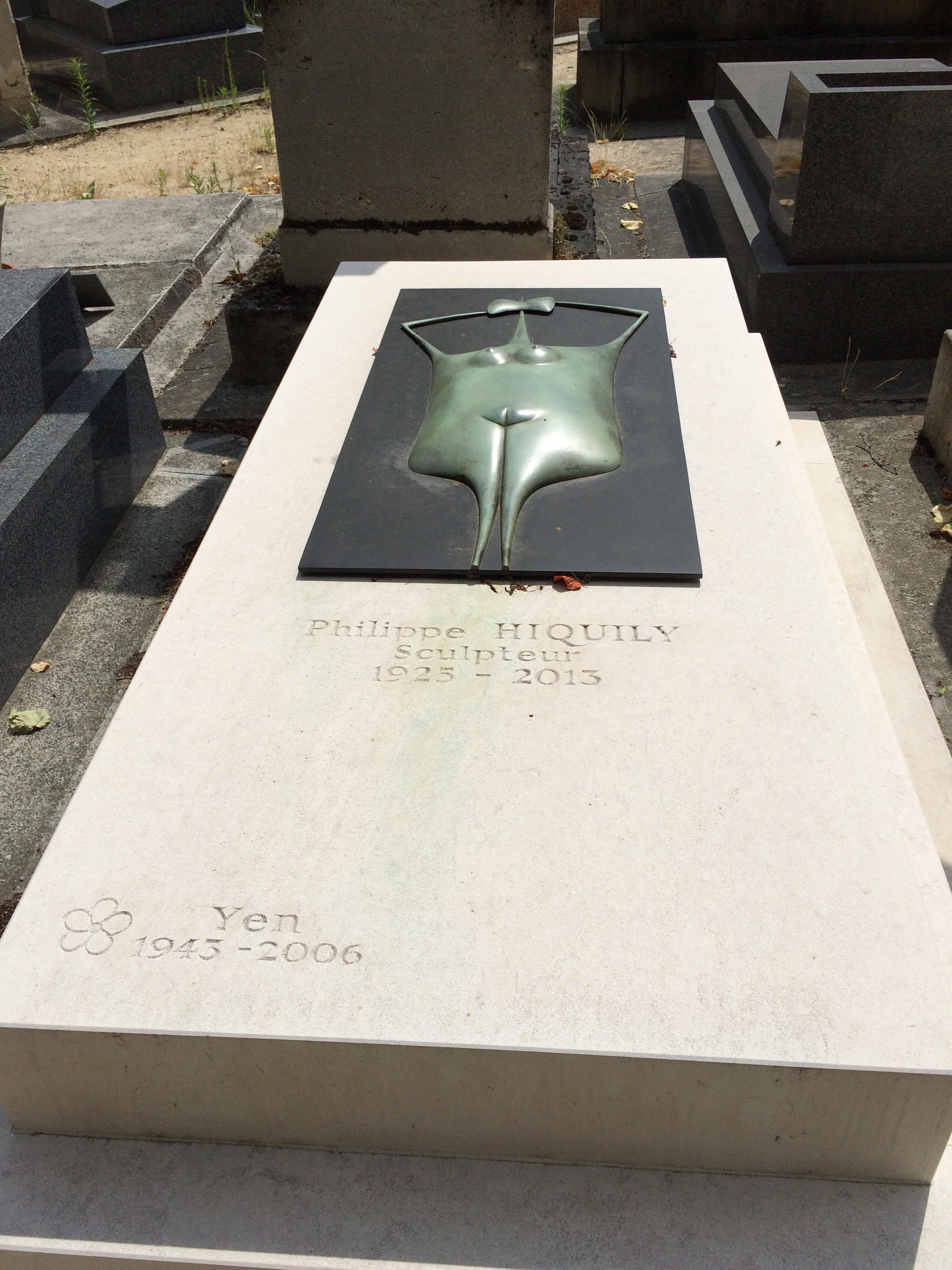
Tombe de Philippe Hiquily au cimetière du Montparnasse (div. 4) à Paris.

À 18 ans, Philippe Hiquily s'engage dans l'armée pour rompre avec sa famille et participe aux campagnes de France et d'Indochine (1945).
Il est un sculpteur du métal depuis le début des années 1950 (fer, tôle, laiton, aluminium).
À l’École des beaux-arts de Paris de 1948 à 1953, il fréquente les ateliers des sculpteurs Jean Tinguely et Germaine Richier, pour laquelle il réalise des socles de sculptures. Il expose pour la première fois en 1955 à la galerie Palmes à Paris, puis à la galerie Contemporaries à New York en 1959, où il rencontre les grands noms de l’art américain (Léo Castelli, Rauschenberg, James Rosenquist, Jasper Johns, Isamu Noguchi …). Le succès ne se fait pas attendre : les prestigieux musées new-yorkais (MOMA et Guggenheim) achètent plusieurs de ses œuvres. Pourtant, il connaîtra une traversée du désert de 1965 à 1980, sans toutefois s’arrêter de créer. 
Son atelier s'est longtemps situé dans le 14e arrondissement de Paris, rue Raymond-Losserand, au no 32, aujourd'hui reconverti en appartement. Un exemplaire de la Marathonienne est exposé dans la cour pour rappeler que c'est là que le génie d'Hiquily s'est épanoui.
Il a exposé régulièrement au Salon de mai et Jeune sculpture à Paris.
À partir de 1960, il crée du mobilier, meubles à l'esprit onirique et surréaliste. La création de bronzes commence vers 1980. Ils sont exposés pour la première fois en 1986 à la galerie Patrice Trigano à Paris.
Les sculptures de Philippe Hiquily se caractérisent par un érotisme omniprésent, qu'il traduit dans un univers lisse complété par des éléments empruntés à la nature (antennes, cornes, pattes d’insecte…). La recherche de l’équilibre formel est évidente. Il travaille essentiellement à partir de matériaux de récupération.
Hiquily a toujours refusé de se lier à un quelconque mouvement. Le surréalisme semble pourtant marquer son œuvre. L’utilisation d’objets de rebut le rapproche du Nouveau Réalisme même s’il n’a pas accordé au matériau l’importance que lui donnait ce mouvement. Avec ses sculptures mobiles, on l’a également situé en précurseur de l’Art cinétique. L’érotisme qui imprègne son œuvre a même amené certains à voir en Hiquily un annonciateur de la libération sexuelle de mai 1968.
En 1965, il joue son propre rôle dans un court métrage de Jean-Luc Godard, Montparnasse-Levallois, partie du film à sketch de Paris vu par…. C'est un sculpteur sur métal, amant d'une jeune femme interprétée par Joanna Shimkus.
Philippe Hiquily est représenté dans de nombreux musées :
Museum of Modern Art (MOMA) et Musée Solomon R. Guggenheim, New York, Smithsonian American Art Museum (Hirshhorn), Washington, Museum of Contemporary Art, Montréal, musée national d’art moderne, Paris, musée d’art moderne de La Havane, musée d'art moderne de Saint-Étienne, musée d’Arts de Nantes.

## Distinction
- Officier de l'ordre des Arts et des Lettres (2010)[4]

## Réception critique
« Centrée sur la recherche de l’équilibre - un peu à la manière dont une danseuse est en équilibre sur les pointes - son œuvre se présente du point de vue formel comme une combinaison de volumes assez plats mais amples et de parties grêles, filiformes. Fréquemment érotique, l’inspiration y est sensibilisée par la plastique et l’on est surtout frappé par la poésie qui s’en dégage. »  Robert Maillard, Nouveau dictionnaire de la sculpture moderne, éd. Hazan, 1970
« Toute la sculpture d’Hiquily tient dans le particularisme d’une sensibilité équivoque qui juxtapose sur un univers lisse des éléments empruntés à la nature comme les pattes-antennes ou les cornes fixées sur ces formes pleines et sphériques … Ses femmes facétieuses sont belles, impudiques et drôles… » La Gazette de l'hôtel Drouot, 16 novembre 2001
« Contrairement à Giacometti ou Germaine Richier, artistes misérabilistes dont la préoccupation première était l'existentialisme, Hiquily fut un hédoniste annonciateur de la libération sexuelle de mai 1968. » Le Figaro, 25 mars 2005
« Philippe Hiquily a voulu être un pur artiste qui ne vit que pour son art, à l’écart du marché (…) L’œuvre de Hiquily fait le lien entre Surréalisme et Nouveau Réalisme, mais il n’adhéra à aucun de ces mouvements. Il fut ainsi considéré comme un marginal et disparut de la scène artistique jusqu'il y a peu. » Phillips-de Pury, Catalogue de la vente du 8 décembre 2005, New York

### Filmographie
- Philippe Hiquily : L’éloge de l’érotisme en sculpture, 2008, Durée 84 min env. (Musique : Ornette Coleman Double quartet free jazz. Extrait du film Paris vu par..., 1965, réalisé par Jean-Luc Godard, produit par Barbet Schroeder), conception Alexandra Marini, entretiens : Philippe Hiquily, Régis Bocquel, Louis Deledicq, Alain Jouffroy, Philippe Ratton, Sam Szafran.